# Islandske travnate kuće
Islandske travnate kuće su proizvod teških klimatskih uvjeta koji vladaju na Islandu, te nedovoljne količine drugih građevnih materijala (posebice drveta). Takve kuće nude vrhunsku izolaciju u odnosu na zgrade građene isključivo od drva ili kamena.
U vrijeme naseljavanja Islanda otok je bio prekriven šumom (osim u gorju), uglavnom šumama breze. Brezino drvo nije dobro prilagođeno gradnji velikih i složenih struktura, no moglo je poslužiti kao kostur građevina. Također, brezino drvo nije bilo pogodno ni za izgradnju brodova, što je rezultiralo nedostatkom plovila za prijevoz velikog tereta. Radi izoliranog položaja Islanda i nemogućnosti transporta velikog tereta, drvo se rijetko uvozilo, uglavnom samo za izgradnju crkava i brodova. Međutim, Island je imao veliku količinu zemlje i trave koja je pogodna za izgradnju.
Tipična islandska travnata kuća imala je veliki temelj od ravnog kamenja; nad temeljima bi se gradio drveni kostur koji se oblagao zemljom. Zemlja se rezala u oblike nalik na ciglu, a komadi su se slagali oko kostura po uzoru na riblju kost. Jedino drvo vidljivo izvana bila su vrata koja su često bila samo dekorativna i vodila su u dvoranu s velikim ognjištem. Još jedan zanimljiv aspekt islandskih travnatih kuća bilo je uvođenje zajedničkog WC-a na koji se obično odlazilo u većim grupama. Pod kuće bio je pokriven drvom, kamenom ili zemljom, ovisno o njenoj namjeni. Krovovi su bili prekriveni travom. 
Kroz više od 1000 godina gradnje travnatih kuća, islandska se arhitektura u mnogočemu promijenila. Prvi evolucijski korak dogodio se u 14. stoljeću, kada je vikinški stil gradnja kuća postupno napušten i zamijenjen gradnjom mnogobrojnih malih i specijaliziranih, međusobno povezanih zgrada. U kasnom 18. stoljeću razvija se novi stil (tzv. burstabær) u kojem se grade kuće s drvenim krajevima ili gaflarom. Upravo se ovaj stil gradnje travnatih kuća najčešće i susreće, a mnoge od tako sagrađenih kuća održale su se i kroz 20. stoljeće. Nadalje, ovaj je stil polako ustupio put urbanoj gradnji drvenih kuća obloženih valovitim željezom. Konačno, drvene se građevine zamjenjuju građevinama od armiranog betona otpornog na potrese.